# Piper durilignum
Piper durilignum är en pepparväxtart som beskrevs av C. Dc.. Piper durilignum ingår i släktet Piper och familjen pepparväxter. Inga underarter finns listade i Catalogue of Life.